# بيت موندريان
ولد بيت موندريان (بالإنجليزية: Piet Mondrian) في 7 آذار 1872 في آمرسفورت، هولندا. وكان والده  كالفينيا (حركة دينية) متعصبا لما يؤمن به بشدة.

## حياته
بدأ بيت موندريان دراسة الفن في تشرين الثاني من عام 1892في أكاديمية ريجكاس للفنون في أمستردام. و تابع فيها حتى عام 1897. التقى موندريان 1912 بالفن التكعيبي في باريس و بدأ فورا (باعتناقه) و ممارسته، حيث تأثر بإتجاه بابلو بيكاسو وجورج براك أكثر من إتجاهات فرناند ليجر وروبرت ديلوناي.
عاد إلى أمستردام عام 1914 و أنهى عدة أعمال كان إيقاع البحر عاملا أساسيا فيها.
في عام 1916 التقى موندريان مع بارت فان ديرليك و بعد هذا اللقاء بعام أسس الاثنان مع ثيو فان ديوسبورغ مجموعة فنية سميت النمط (de Stijl).
رجع موندريان في عام 1919 إلى باريس حيث أخذ مرسما وبقي هناك حتى عام 1936 وفي عام 1938 سافر إلى لندن وبقي هناك حتى رحل و لجأ إلى نيويورك 1940. حيث إنضم هناك إلى مجموعة من الفنانيين التجريديين ونشر معهم مقالات وأعمال عن التصميم الجديد (néoplasticisme) كما سمى موندريان إتجاهه التكعيبي.

## وفاته
توفي بيت موندريان سنة 1944 في نيويورك بعد إصابته بالتهاب رئوي.

## أعماله
أعمال موندريان (تتحلى) بصفة التجريد القوية. من أهم أشكاله التي استخدمها هو مساحات المربع الملونة بالألوان الأساسية (الأحمر والأزرق و الأصفر).
رسم موندريان في بداية شهرته 1909 في دومبيرغ كالانطباعيين وبعد ذلك كالانطباعيين الجدد ويلاحظ من أعماله أنه ترك الطريقة التمثيلية (رسم الأشياء أو المواضيع) (Representational Painting) في الرسم بالتدريج.
عرضت أعماله في الدوكومنتا1 Documenta) 1955 ) و الدوكومنتا2 1959 والدوكومنتا 3 1964 في كاسل kassel الألمانية.
خلده الفنان دان فلافين بعمل تركيب ضوئي، محاولا تجنب الألوان المركبة فيه كالأخضر والبنفسجي والبرتقالي.
تأثرالكثيرون بأعمال موندريان، منهم مصمم الأزياء الفرنسي إيف سان لوران.
من خلال البحث عن الهيكل، والإيقاع والتوازن، بدأ موندريان يضع جانبا التمثيل الواقعي، ليؤلف صور ابتدأ من الخطوط الأفقية والعمودية، وبعدد محدود من الألوان، وترتيبها على سطح ثنائي الأبعاد. وما يبحث عنه الفنان، هي العلاقات بين العناصر.

## روابط خارجية
- بيت موندريان على موقع الموسوعة البريطانية (الإنجليزية)
- بيت موندريان على موقع إن إن دي بي (الإنجليزية)
- بيت موندريان على موقع ديسكوغز (الإنجليزية)